# Бартатів
Барта́тів — село в Україні, у Городоцькій міській об'єднаній територіальній громаді Львівського району Львівської області. Населення становить 723 особи.

## Населення
| 1880 | 697 |
| 1989 | 698 |
| 2001 | 723 |
| 2016 | 755 |

Мова
Розподіл населення за рідною мовою за даними перепису 2001 року був наступним:
| українська | 723 | 100,00 |

## Географія
Село розташоване на річці Ставчанці, за 16 км на південний захід від районного та обласного центру міста Львова, за 13 км на північний схід від центру об'єднаної територіальної громади міста Городок та за 5 км від залізничної станції Мшана.

### Топоніми
За кількістю елементів інфраструктури, а це 16 вулиць з 484 будинками.
Вулиці:
- Бічна Вигінська
- Верхня
- Вигінська
- Довга
- Заставна
- Зелена
- Коротка
- Львівська
- Нижня Заставна
- Нова
- Північна
- Піддубна
- Садова
- Східна
- Топольна
- Шкільна

## Історія
Вперше згадується у 1433 році, що може свідчити про його існування села ще в давньоруську епоху. 1 жовтня 1442 року львівський латинський архієпископ Ян Одровонж отримав дозвіл короля Владислава III на заснування міста архибіскупського Бартатева на «ґрунті» осади «Бартошова Корчма». З 1552 року село належало Львівському римо-католицькому архієпископу, тенута Бєльського, з 1660 року — Львівському римо-католицькому архієпископу, а з 1771 року — Львівській капітулі. В радянський період у Бартатеві була розташована четверта бригада колгоспу імені Т. Шевченка.
Село від 13 травня 1993 року було адміністративним центром однойменної сільської ради, а 14 серпня 2020 року село увійшло складу до новоутвореної Городоцької міської об'єднаної територіальної громади.

## Пам'ятки
- Дерев'яна церква-каплиця Святого Василя Великого. Згідно документальних записів, до 1578 року в селі вже існувала церква. Восени 1648 року татари спалили Бартатів разом з церквою. В акті візитації парафії взимку 1741 року зазначено, що тут була дерев'яна церква святого Василія Великого. Вона була вкрита ґонтом, а дзвіниця поруч неї — соломою. Парафіян було близько 20 родин. 10 квітня 1825 року в празник Воскресіння Христового церква згоріла. Можливо паламар забув при виході з церкви погасити якусь свічку. На попелищі було знайдено лише залізні речі. Вціліла від вогню на цвинтарі дзвіниця з трьома дзвонами. Розпорядженням консисторії від 26 травня 1825 року вціліла дзвіниця була перетворена на парафіяльну каплицю, в якій ній був облаштований вівтар святого Василія Великого. У 1839 році каплиця була філіальною до оброшинської церкви. Нині церква перебуває у користуванні громади УГКЦ[15][16];
- Церква Святого Василія Великого (ПЦУ);
- Спільне поховання Січових Стрільців П. Штогрима, І. Кулика.

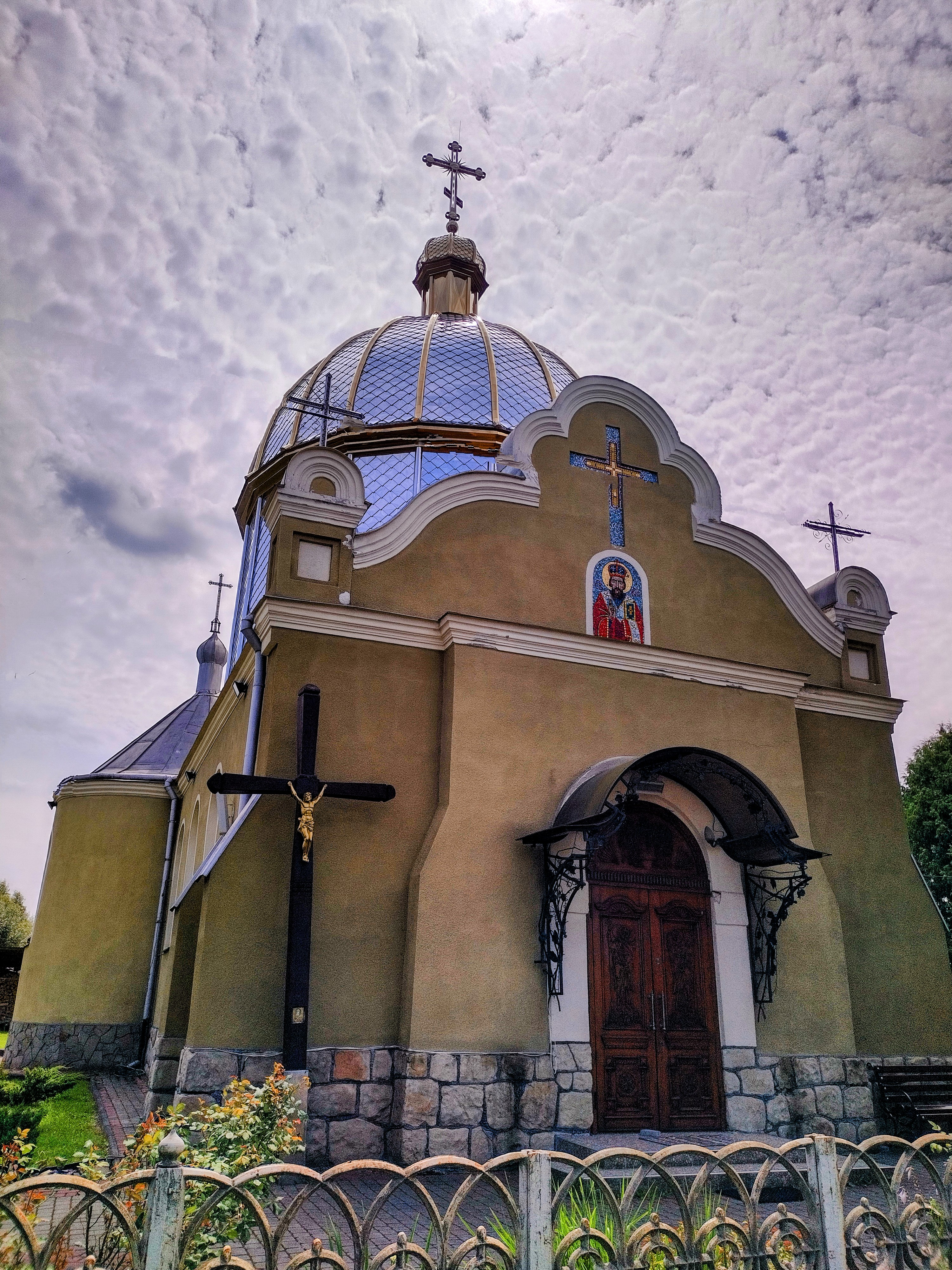
Церква Святого Василія Великого
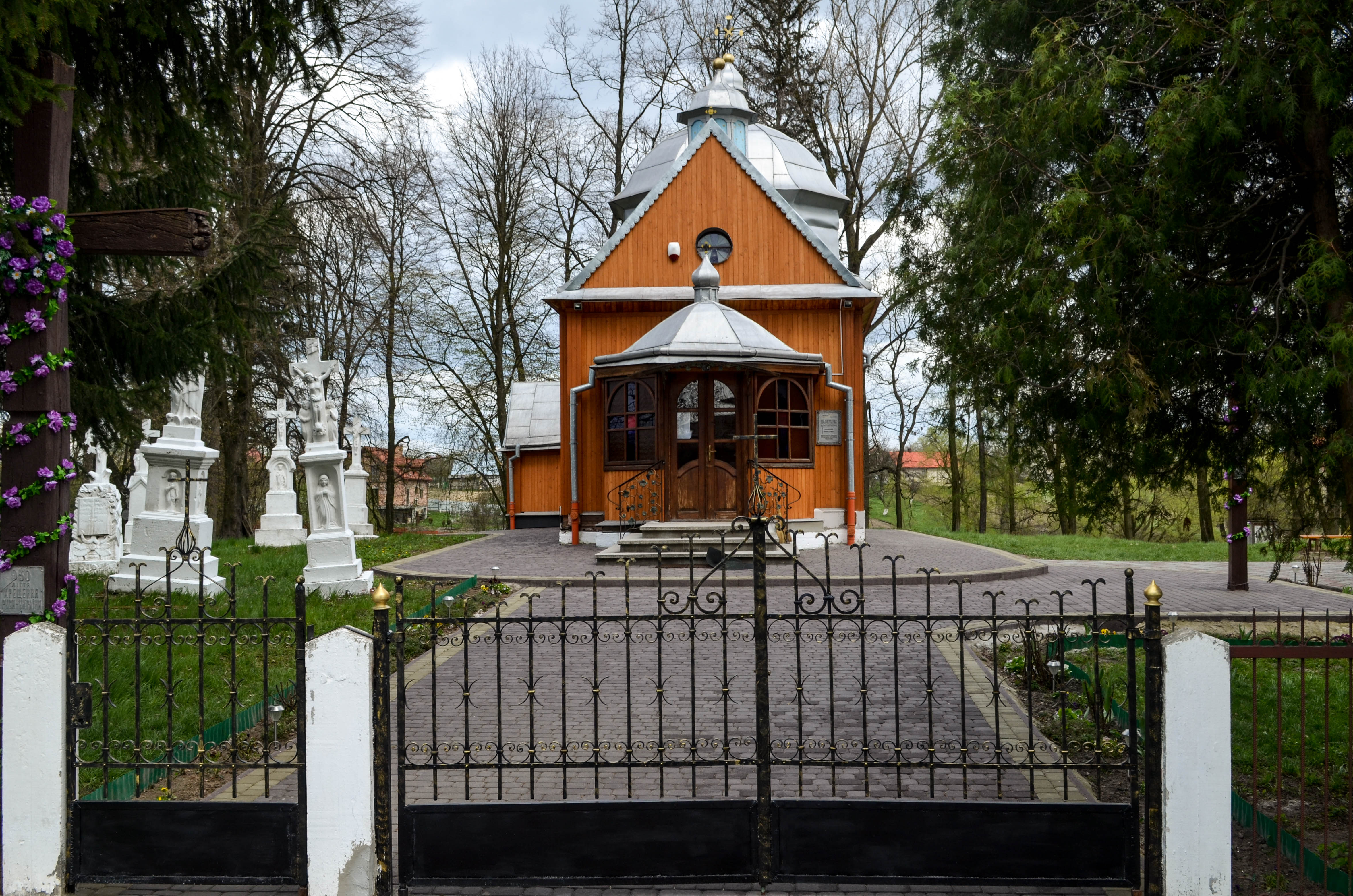
Західний фасад церкви Святого Василія Великого
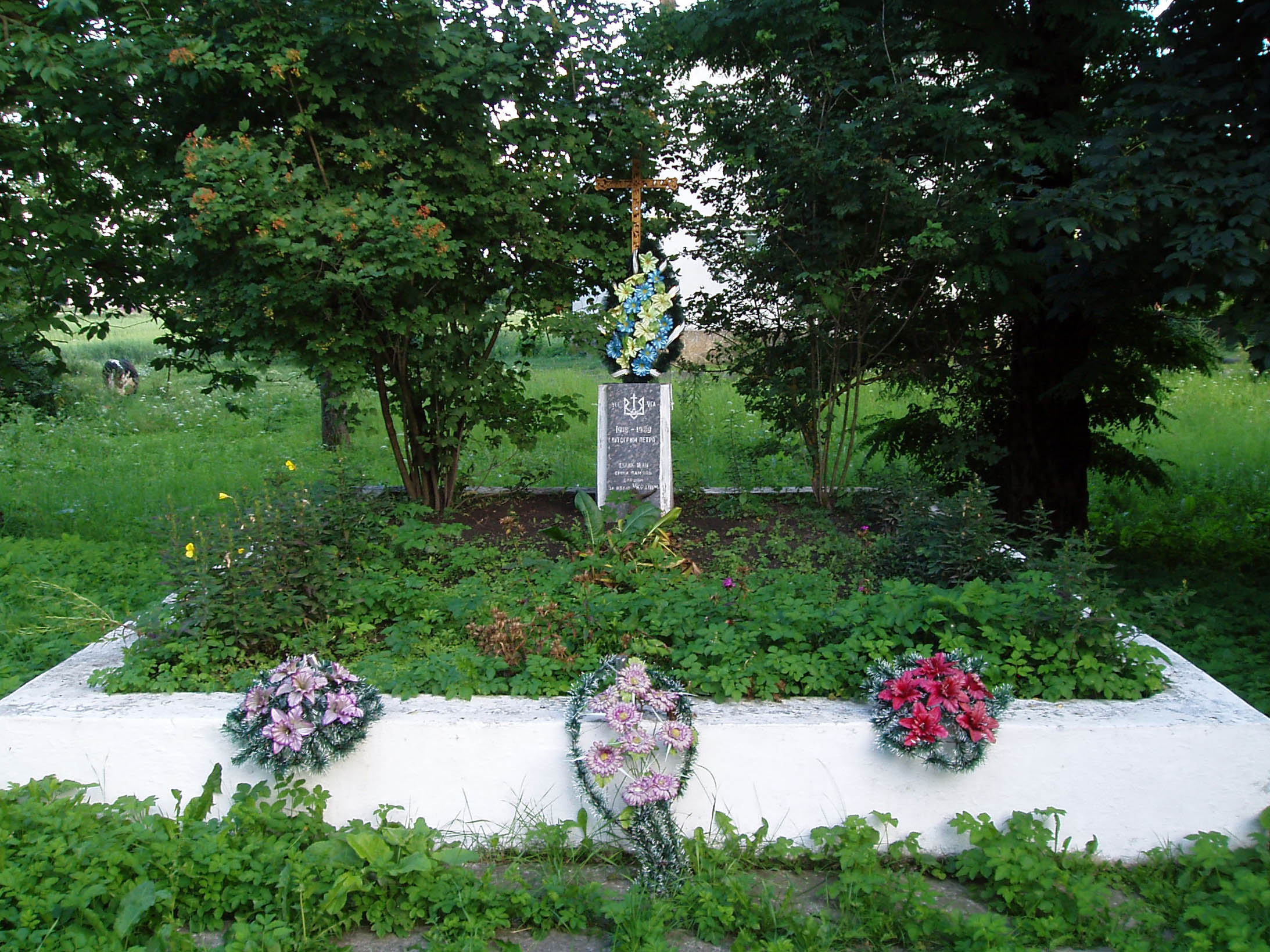
Спільне поховання Січових Стрільців П. Штогрима та І. Кулика
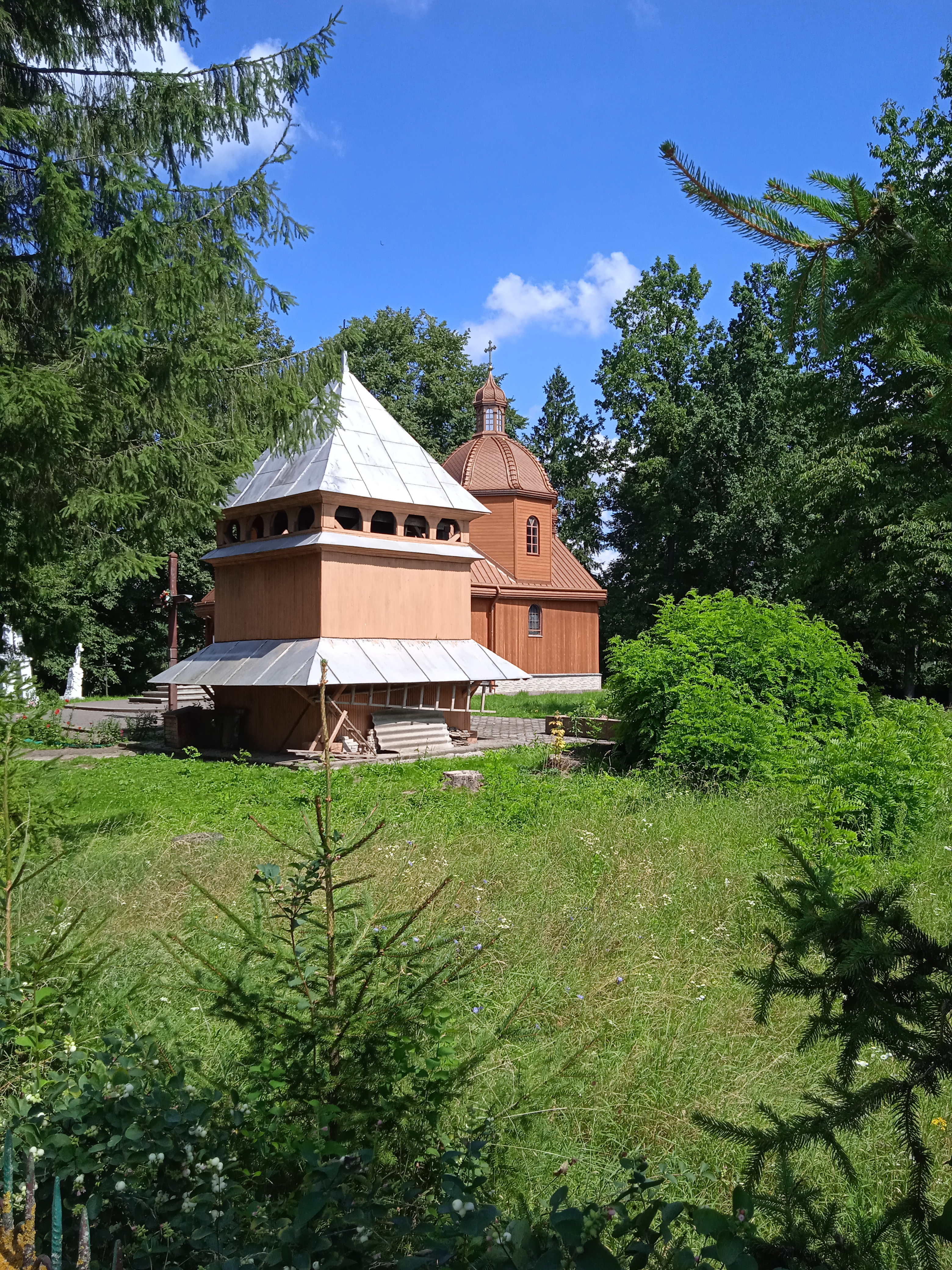
Дзвіниця греко-католицької церкви Святого Василія

## Відомі люди
Народилися
- Сіромський Руслан Богданович (нар. 1979) — український історик, доктор історичних наук, професор, декан історичного факультету Львівського національного університету імені Івана Франка.
- Михайло Шевчук («Юрко») — український військовик, Лицар Срібного хреста бойової заслуги УПА 1 класу та Срібного хреста заслуги УПА.

Пов'язані з селом
- Петро Нестеренко-Ланько (20 квітня 1983, Львів — 23 листопада 2020, Бартатів) — відомий львівський дизайнер, засновник та куратор львівського тижня моди Lviv Fashion Week (2008—2014). Загинув у ДТП (на пішохідному переході збила машина)[17][18].

## Медицина
28 січня 2020 року відбулося урочисте відкриття новозбудованої амбулаторії практики сімейної медицини у селі Бартатів. Площа амбулаторії складає 200,7 м². Було виконано конструкційні будівельні роботи, проведено утеплення стін будівлі, а також проведено усі необхідні інженерні комунікації (опалення, вентиляція, каналізація, водопостачання), забезпечено пожежною та охоронною сигналізацією, облаштовано комп'ютерні та телефонні мережі. Для покращення надання медичних послуг лікарями нових амбулаторій, було закуплено та передано в користування легковий автомобіль «Renault DUSTER». Нині амбулаторія забезпечує якісними медичними послугами близько 800 мешканців сіл Бартатів та Воля-Бартатівська. 